# Liste der Naturschutzgebiete im Odenwaldkreis
Im hessischen Odenwaldkreis bestehen die in der nachfolgenden Tabelle aufgeführten Naturschutzgebiete.
| Name                                   | Bild | Kennung              | Einzelheiten | Position | Fläche Hektar | Datum |
| -------------------------------------- | ---- | -------------------- | --- | -------- | ------------- | ----- |
| Bruchwiesen von Dorndiel               |      | 1432001 WDPA: 81467  | Groß-Umstadt-Dorndiel (Landkreis Darmstadt-Dieburg) / ein kleiner westlicher Teil liegt in Breuberg-Wald-Amorbach im Odenwaldkreis Feuchtgebiet mit Wasserflächen, Röhricht- und Baumgruppen Schutzzweck: Erhalt und Entwicklung eines bedeutenden Feuchtbiotops, Lebensraum zahlreicher Tier- und Pflanzenarten, Brut-, Nahrungs- u. Rastbiotop seltener Vögel, Amphibien u. Insekten Ist per Kennung 1432xxx dem Landkreis Darmstadt-Dieburg zugeordnet, siehe Liste der Naturschutzgebiete im Landkreis Darmstadt-Dieburg | ⊙        | 8,6           | 1977  |
| Finkenbachtal bei Finkenbach           |      | 1431011 WDPA: 81666  | Ist per Kennung 1431xxx eigentlich dem Kreis Bergstraße zugeordnet, siehe Liste der Naturschutzgebiete im Landkreis Bergstraße. OSM-Link zur Kartendarstellung: „Finkenbachtal bei Finkenbach“ | ⊙        | 27,64         | 1981  |
| Steinbacher Teich und Fürstenauer Park |      | 1437002 WDPA: 82624  | Schutzgebiet ist der ehemalige Schlosspark (ca. 3/4) des Schlosses Fürstenau in Michelstadt nördlich und östlich des Schlossensembles und der südöstlich gelegene Steinbacher Teich (ca. 1/4). OSM-Link zur Kartendarstellung: „Steinbacher Teich und Fürstenauer Park“ | ⊙        | 16,85         | 1981  |
| Bruch von Brensbach                    |      | 1437004 WDPA: 81464  | OSM-Link zur Kartendarstellung: „Bruch von Brensbach“ | ⊙        | 5,67          | 1983  |
| Bruch von Bad König und Etzen-Gesäß    |      | 1437005 WDPA: 81463  | OSM-Link zur Kartendarstellung: „Bruch von Bad König und Etzen-Gesäß“ | ⊙        | 43,87         | 1980  |
| Rotes Wasser von Olfen                 |      | 1437006 WDPA: 82448  | Oberzent, Mossautal, Wald-Michelbach Fläche liegt teilweise im Landkreis Bergstraße, siehe Liste der Naturschutzgebiete im Landkreis Bergstraße OSM-Link zur Kartendarstellung: „Rotes Wasser von Olfen“ | ⊙        | 12,09         | 1980  |
| Rohrsee von Rehbach                    |      | 1437007 WDPA: 165212 | OSM-Link zur Kartendarstellung: „Rohrsee von Rehbach“ | ⊙        | 15,59         | 1986  |
| Eutergrund bei Bullau                  |      | 1437008 WDPA: 163011 | OSM-Link zur Kartendarstellung: „Eutergrund bei Bullau“ | ⊙        | 7,06          | 1987  |
| Stollwiese bei Erzbach                 |      | 1437009 WDPA: 165754 | OSM-Link zur Kartendarstellung: „Stollwiese bei Erzbach“ | ⊙        | 8,42          | 1989  |
| Jakobsgrund bei Gammelsbach            |      | 1437010 WDPA: 163941 | OSM-Link zur Kartendarstellung: „Jakobsgrund bei Gammelsbach“ | ⊙        | 9,68          | 1996  |
| Hinterbachtal bei Raubach              | BW   | 1437011 WDPA: 318545 | OSM-Link zur Kartendarstellung: „Hinterbachtal bei Raubach“ | ⊙        | 40,06         | 1999  |
| Geierstal von Vielbrunn                |      | 1437012 WDPA: 318430 | Das länglich Nord-Süd ausgerichtete schmale NSG liegt im Talauenbereich des oberen Ohrenbachs, der hier teilweise mäandert und durch Wälder und zwei Bergzüge des nordöstlichen Odenwaldes eingegrenzt wird. Nach Norden durch zwei Fischteiche, nach Süden durch den einmündeten Vielbrunner Bach und die L3318 begrenzt. Besteht hauptsächlich aus Wiesenflächen im Auenbereich des Ohrenbaches. Schutzziel ist die Freihaltung der Talauen-Landschaft, der Erhalt des naturnahen Bachlaufes mit wertvollem Schwarzerlensaum sowie der Schutz der in Resten erhaltenen Großseggen- und Hochstaudenfluren mit begleitendem Borstgrasrasen. Der angrenzende Hainsimsen-Buchenwald ist ein herausragender Lebensraum für die verschiedensten Amphibien und Waldvögel. OSM-Link zur Kartendarstellung: „Geierstal von Vielbrunn“ | ⊙        | 14,61         | 2000  |
| Legende für Naturschutzgebiet          |      |                      | |          |               |       |